# Villanueva (ort i Colombia, Casanare, lat 5,28, long -71,97)
Villanueva är en ort i Colombia.   Den ligger i departementet Casanare, i den centrala delen av landet, 250 km öster om huvudstaden Bogotá. Villanueva ligger 185 meter över havet och antalet invånare är 20 032.
Terrängen runt Villanueva är mycket platt. Runt Villanueva är det mycket glesbefolkat, med 2 invånare per kvadratkilometer. Det finns inga andra samhällen i närheten. Omgivningarna runt Villanueva är huvudsakligen savann.